# كريس يوبانك
كريس يوبانك (بالإنجليزية: Chris Eubank)‏ مواليد 8 أغسطس 1966 في لندن، إنجلترا، هو ملاكم بريطاني يصنف ضمن فئة وزن فوق المتوسط. حقق بطولة منظمة الملاكمة العالمية.

## إحصائيات
خاض خلال مسيرته 52 نزالا، فاز في 45 وتعادل في 2 وخسر في 5. فاز بالضربة القاضية في 23 نزالا.

## وصلات خارجية
- كريس يوبانك على موقع IMDb (الإنجليزية)
- كريس يوبانك على موقع ميوزك برينز (الإنجليزية)
- كريس يوبانك على موقع قاعدة بيانات الفيلم (الإنجليزية)
- كريس يوبانك على موقع بوكس ريك (الإنجليزية) (registration required)

- الموقع الرسمي